# Днепр-Т103
«Днепр Т103» (укр. Дніпро Т103) — украинский 12-метровый полунизкопольный троллейбус. Всего изготовлено 62 троллейбуса.

## Описание
«Днепр Т103» — городской полунизкопольный троллейбус ( лицензионная копия белорусского троллейбуса МАЗ-103Т) с несущим кузовом вагонной компоновки. Подвеска передних колес — независимая пневматическая, задних — зависимая, пневматическая.

## Модификации
- «Днепр Т10300» — с двигателем постоянного тока ДК-211М и тяговым преобразователем ЭТОН.
- «Днепр Т10322» — с асинхронным двигателем ДТА-2У1 и тяговым частотным преобразователем Чергос (либо ЭПРО).

## Эксплуатация
| Страна  | Город         | Эксплуатанты                                  | Годы поставок   | Количество, шт. | Бортовые номера      |
| ------- | ------------- | --------------------------------------------- | --------------- | --------------- | -------------------- |
| Украина | Кропивницкий  | КП «Електротранс»                             | 2016—2017       | 20              | 101—120              |
| Украина | Мариуполь     | Троллейбусное депо № 4                        | 2013, 2016—2017 | 13              | 205—212, 214—218     |
| Украина | Днепр         | Троллейбусное депо № 1 Троллейбусное депо № 2 | 2014—2015       | 11              | 1548—1552, 2542—2547 |
| Украина | Кривой Рог    | КП «Городской троллейбус»                     | 2018            | 8               | 673—680              |
| Украина | Запорожье     | Запорожьеэлектротранс                         | 2015            | 6               | 101—106              |
| Украина | Краснодон     | Краснодонское троллейбусное управление        | 2014            | 2               | 001—002              |
| Украина | Бахмут        | КП «Бахмутэлектротранс»                       | 2014            | 1               | 301                  |
| Украина | Белая Церковь | КП «Троллейбусное Управление»                 | 2019            | 1               | 023                  |
| Всего:  | Всего:        | Всего:                                        | Всего:          | 62              |                      |

Первые два троллейбуса данной модели прибыло в ноябре 2013 года в Мариуполь. Они получили бортовые номера 205 и 206. Работют на маршрутах 12 и 13.
Следующие два троллейбуса поступили в троллейбусное депо города Краснодона. Получили они бортовые номера 001 и 002. Эксплуатируются они на маршрутах 1 и 4.
21 января 2015 года троллейбус данной модели прибыл во 2-е троллейбусное депо города Днепр. Он получил бортовой номер 2542.
В декабре 2014 года троллейбус данной модели прибыл в Бахмут, где получил номер 301.
Осенью 2015 года 10 троллейбусов данной модели поступило в 1 и 2 троллейбусные депо города Днепр. Бортовые:2543-2547, 1548—1552.
Той же осенью 6 троллейбусов данной модели поступили в троллейбусное депо номер 1 города Запорожье. Они получили бортовые номера 101—106.
В середине 2016 года 4 троллейбуса поступило в Мариуполь.(208—210)
Зимой 2016—2017 года крупная партия из 20 троллейбусов поступила в город Кропивницкий.(101—120)
Летом 2017 года 7 троллейбусов прибыло в Мариуполь.(211,212,214-217)
29 июля 2018 года 4 троллейбуса данной модели прибыло в Кривой Рог. В августе 2018 года прибыло ещё 4.
8 августа 2019 года троллейбус прибыл в Белую Церковь. Он получил номер № 023 и вышел на маршрут № 1.